# 張拱機
張拱機（？—1645年），字羣玉，四川成都府內江縣人，明朝、南明政治人物。

## 生平
張拱機在天啟四年（1624年）中舉人，崇禎四年（1631年）成辛未科進士，獲授莆田知縣，轉任福王王府評事、江西兵備道副使，弘光年間擔任湖西道參議。張獻忠攻佔四川，他無法歸鄉，隱居在巢縣，和顧夢遊、韓宗騋以詩得罪朝廷，未被追究，不久去世。
他的妻子恭人徐氏從四川帶著三名兒子到江南，途中二子被流賊殺害，她和幼子張祖詠逃脫，到巢縣才知道張拱機已去世，變賣衣物來營葬他在水西門外；張祖詠後來刻苦讀書，中選歲貢。

## 引用
1. 1 2  錢海岳《南明史·卷三十五·列傳第十一》：：（弘光）時江西司道：……張拱璣【機】，字草【羣】玉，內江人。崇禎四年進士。歷莆田知縣、福府評事、湖西參議，隱。已與顧夢遊、韓宗騋以詩得罪，逮免。
2. ↑  同治《內江縣志·卷三·選舉》：（天啟）甲子科（舉人）……張拱機 見科甲
3. ↑  《崇祯四年辛未科进士三代履历》：张拱机，群玉，书一房，戊申三月十一日生。内江人，甲子三十五，會十名，三甲三十六名。兵部政，授莆田知县。曾祖佑，庠生。祖瑄。父應台，推官，乙卯。
4. ↑  道光《巢縣志·卷十三·人物志三》：張拱機，字羣玉，四川內江人，崇正辛未進士，官莆田令至江西兵備道。張獻忠陷蜀不能歸，僑居巢未幾卒。妻恭人徐氏自蜀攜三子至江南，半途二子死於賊，與幼子祖詠僅免。尋訪至巢知已卒，解衣質錢營葬水西門外。教祖詠刻苦讀書，後充歲貢。